# Kanton-aftalen 1847
Kanton-aftalen (kinesisk: 中瑞廣州條約) var en "freds-, venskabs- og handelstraktat" mellem kongeriget Sverige-Norge og Qingdynastins Kina, som den svenske udsending Carl Fredrik Liljevalch og den manchuriske statsmand Qiying indgik den 20. marts 1847 i Guangzhou. Det var den første handelsaftale mellem Sverige-Norge og Kina.
For at drage nytte af de nye muligheder for handel med Kina, som var opståede efter Første opiumkrig sendte kong Oscar 1. Liljevalch til Kina som befuldmægtiget ombud, og aftalen var baseret på en kinesisk-amerikansk traktat, som var blevet sluttet tre år tidligere og gav Sverige-Norge samme fordele som andre vestmagter havde sikret sig i "ulige aftaler" efter den første opiumkrig mellem Kina og Storbritannien.

## Indhold
Aftalen indebar i hovedtræk:
- at svenskere og nordmænd fik ret til at handle i de fem nye traktathavne i Kina (Fuzhou, Guangzhou, Ningbo, Shanghai og Xiamen);
- at Sverige-Norge fik ret til at sende konsuler til Kina;
- at kun faste toldafgifter skulle tages ud i handelsudbyttet;
- at svensk-norske konsuler fik domsret over svenske og norske medborgere i Kina (Eksterritorialitet);
- at Sverige-Norge skulle nyde alle handelsfordele, som Kina bevilgede andre nationer (mestbegunstigelsesklausul).

Aftalen udgjorde grundlaget for det svensk-norske konsulatvæsen i Kina og bekræftedes med en ny aftale, som Gustaf Oscar Wallenberg sluttede med Kina år 1908 for Sveriges vedkommende (efter Norges selvstændighed).